# Sigmaringendorf
Sigmaringendorf ist eine Gemeinde in Baden-Württemberg und gehört zum Landkreis Sigmaringen.

## Geographie

### Geographische Lage

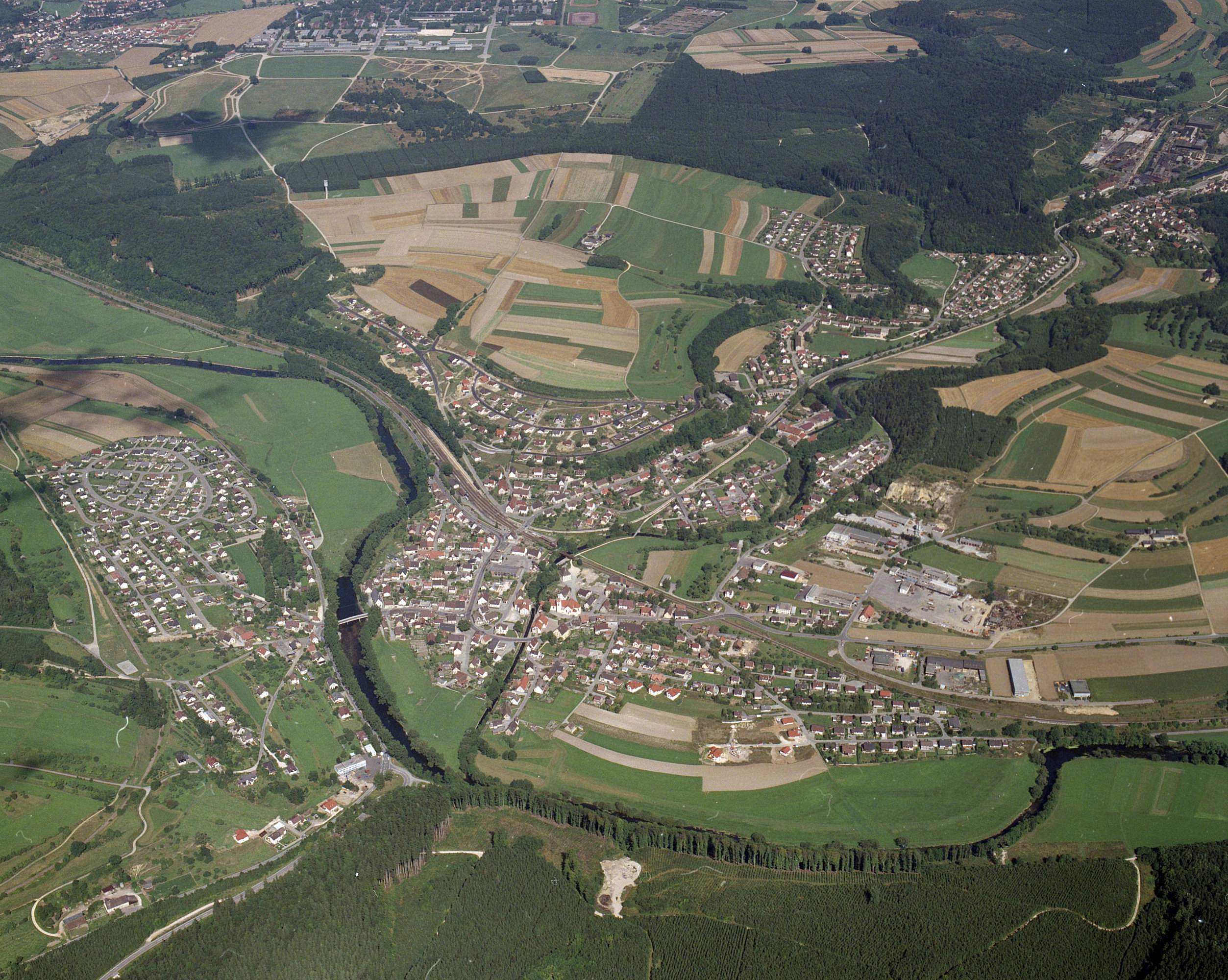
Sigmaringendorf mit Donau und Lauchert

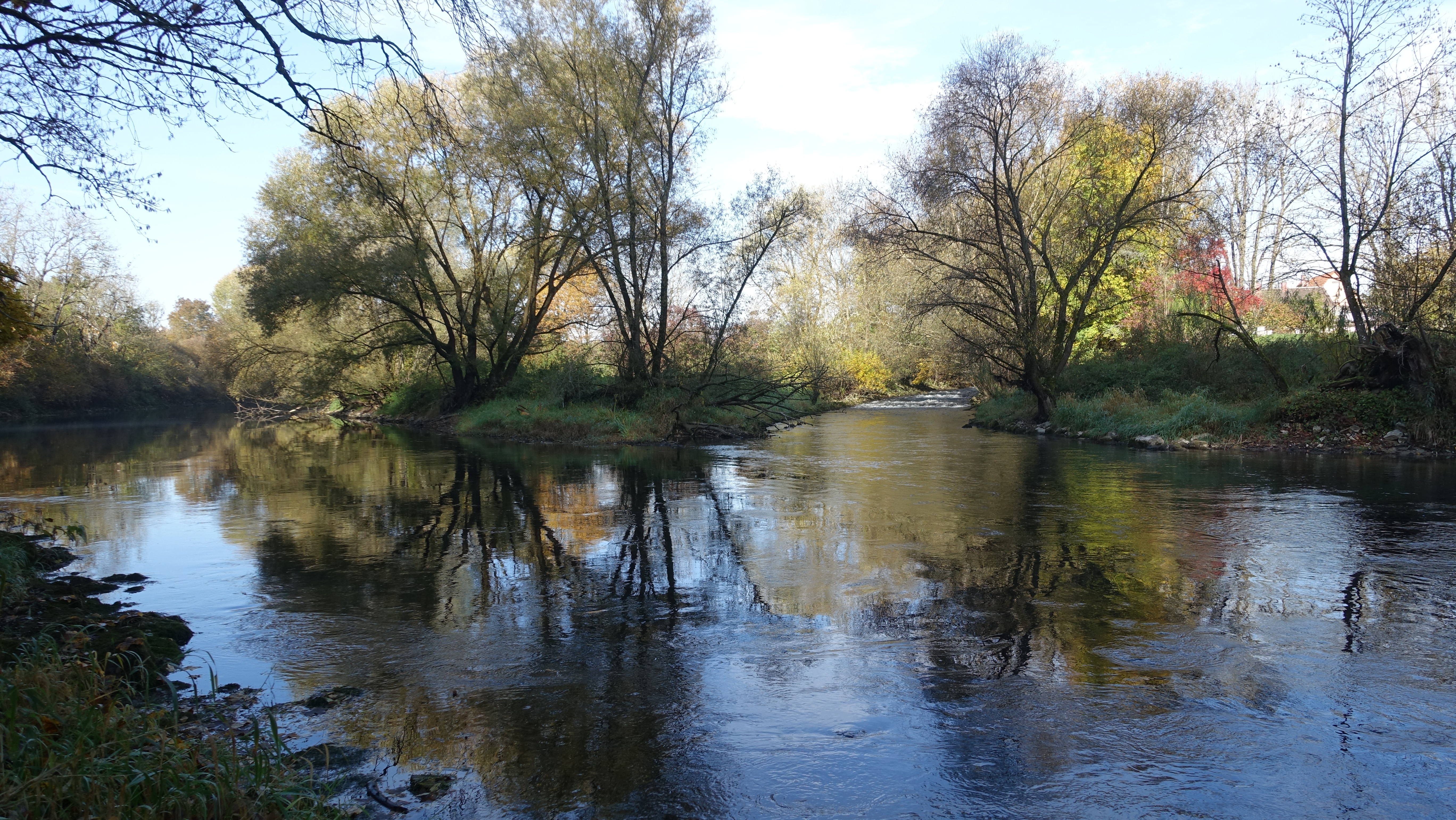
Mündung der Lauchert in die Donau in Sigmaringendorf

Sigmaringendorf und der Ortsteil Laucherthal liegen im Naturpark Obere Donau, rund fünf Kilometer östlich der Kreisstadt Sigmaringen. Hier mündet die Lauchert in die Donau. Mit insgesamt 340 Hektar Waldflächen sind knapp 28 Prozent der rund 1247 Hektar großen Gemarkungsfläche bewaldet. Zwei Drittel davon ist Nadel- und ein Drittel Laubholz. Pro Tag wachsen dem Wald elf Kubikmeter zu. Die in der Gemeinde ausgewiesenen FFH-Gebiete der EU befinden sich Richtung Laucherthal bis Hitzkofen und im Luibentäle. Im Bitzehau befindet sich ein gepflegtes Feuchtbiotop, ein Rückzugs- und Lebensraum für gefährdete Pflanzen und Tiere. Die Gemeinde erstreckt sich von 560 Metern bis 643 Metern über Normalnull, das Rathaus als Ortsmittelpunkt liegt 569 Meter über Normalnull.

### Geologie
Die Gemeinde liegt am südlichen Rand der Schwäbischen Alb. Zwei kleinere Erhebungen, die teilweise besiedelt sind, begrenzen die Gemeinde in östlicher und westlicher Richtung. Nach Westen trennt der Sturren Sigmaringendorf von Sigmaringen, nach Osten bildet der Stauden die Grenze zum Stadtgebiet von Scheer.

### Nachbargemeinden
Sigmaringendorf grenzt an Scheer im Osten, Sigmaringen im Süden und Westen sowie Bingen im Norden. Zu Sigmaringendorf gehört auch eine etwa 44 Hektar große Exklave im Bereich der heutigen Baggerseen zwischen Krauchenwies und Zielfingen an der Ablach. Dieses Gebiet grenzt an die Gemeindegebiete von Sigmaringen, Mengen und Krauchenwies.

### Gemeindegliederung
Die Gemeinde besteht aus dem namengebenden Sigmaringendorf und dem Ortsteil Laucherthal. Das rechts der Donau gelegene Wohngebiet bezeichnet der Volksmund als „Zizahausa“, ein Begriff, der auf das ausgehende 19. Jahrhundert zurückgeht: Damals hatte sich der Holzhändler Gabriel Springer aus Zizenhausen nahe der Donaubrücke angesiedelt, blieb aber für die Sigmaringendorfer stets der „Zizenhausener“, ein Begriff, der schließlich auf den ganzen Ortsteil abfärbte.
| Wappen                | Ortsteil                  | Einwohner | Fläche  |
| --------------------- | ------------------------- | --------- | ------- |
| Sigmaringendorf       | Sigmaringendorf (Kernort) | 3761      | 1171 ha |
| Kein Wappen Verfügbar | Laucherthal               | 0643      | 0076 ha |

### Schutzgebiete
Sigmaringendorf hat Anteil am Landschaftsschutzgebiet Donau- und Schmeiental, den FFH-Gebieten Donau zwischen Riedlingen und Sigmaringen und Gebiete um das Laucherttal sowie am Vogelschutzgebiet Südwestalb und Oberes Donautal.
Die Exklave an der Ablach gehört teilweise zum Naturschutzgebiet Zielfinger Vogelsee und liegt im Vogelschutzgebiet Baggerseen Krauchenwies/Zielfingen.
Sigmaringendorf liegt außerdem im Naturpark Obere Donau.

## Geschichte

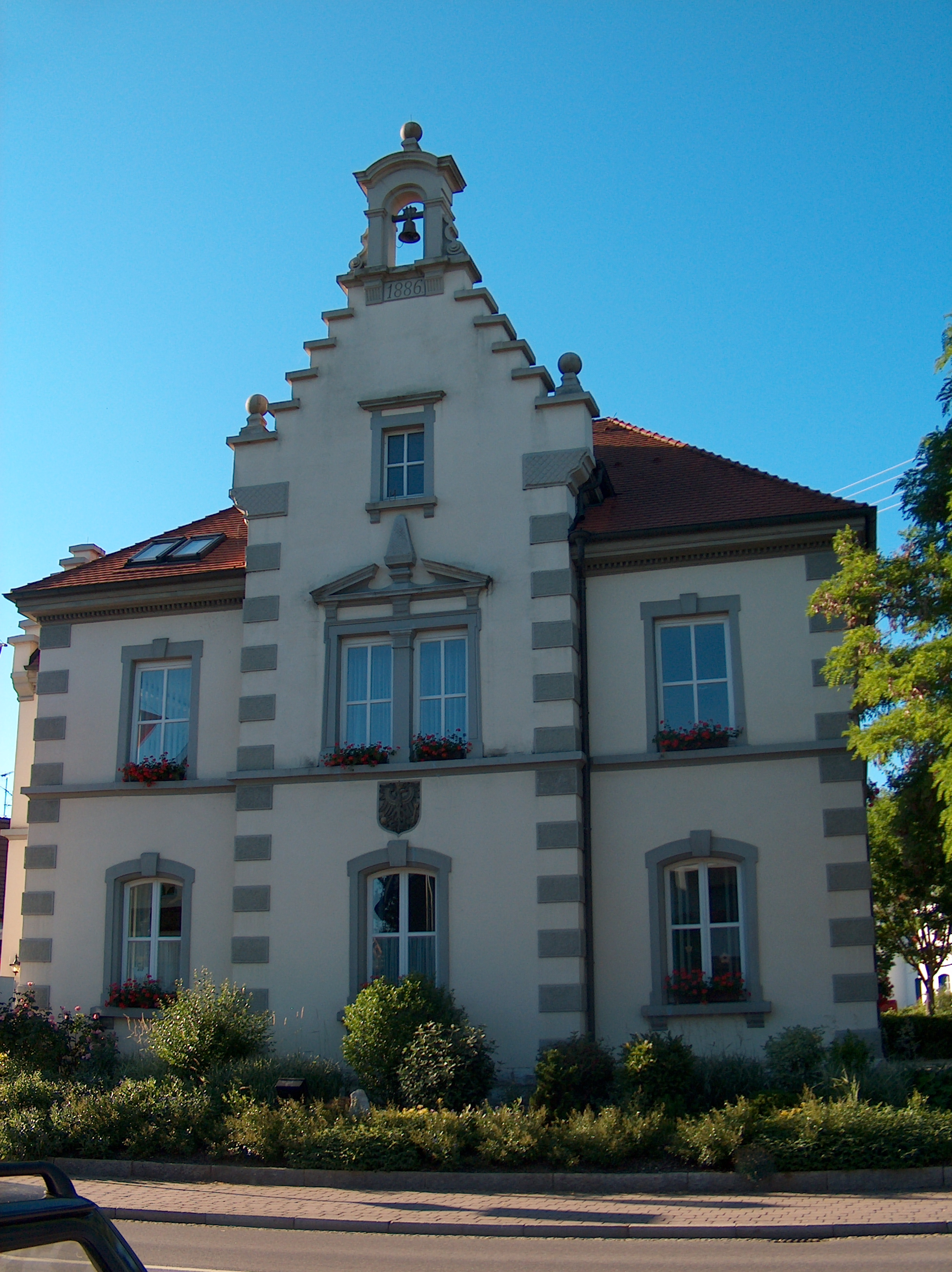
Rathaus der Gemeinde Sigmaringendorf

Die erste urkundliche Erwähnung des Ortes datiert aus dem Jahre 1249 in einer von Papst Innozenz IV. unterzeichneten Urkunde. Sigmaringendorf war demnach schon damals eine eigene Pfarrei und unterhielt ein eigenes Gotteshaus, während Sigmaringen noch als Filial zur Pfarrei Laiz gehörte.

### Vor- und Frühgeschichte
Eine Besiedlung des heutigen Gemeindegebiets lässt sich schon weit vor 1249 nachweisen. Aus der Hallstattzeit stammen Siedlungsreste und archäologische Funde, etwa die keltischen Ringwälle im Westen von Sigmaringendorf und Grabhügel nördlich von Laucherthal. Eine Römerstraße führte ebenfalls durch das Gemeindegebiet, von den Römern zeugen heute die Überreste der Villa Rustica beim Hüttenwerk in Laucherthal und einer römischen Furt an der Lauchertmündung in die Donau. Außerdem wurde 1972 bei Bauarbeiten im Industriegebiet Scheererstraße ein Alemannenfriedhof ausgegraben. Neben Skeletten fand man dabei auch Waffen und Schmuck. Von dem Alemannen „Sigemar“ leitet sich vermutlich auch der Ortsname ab.

### Mittelalter und Neuzeit
Der Ort lag im frühen Mittelalter im Bereich der Goldineshuntare, dann im Gau Ratoldesbuch und später in der Grafschaft Sigmaringen. Mit ihr kommt es 1535 als österreichisches Lehen an die Hohenzollern. Grundherr war vom 13. Jahrhundert an das Kloster Mehrerau bei Bregenz. 1826 wurden dessen Rechte durch die Fürsten von Hohenzollern-Sigmaringen abgelöst. 1805 erlosch die österreichische Lehenshoheit.
Im Jahre 1708 errichtete Fürst Meinrad II. eine Eisenschmelze. Aus dieser entwickelten sich im Laufe der Jahre die „Fürstlich Hohenzollernschen Hüttenwerke“, heute als Zollern-Werke der größte Arbeitgeber der Gemeinde. Um das Hüttenwerk entstand der Ortsteil Laucherthal, ursprünglich als reine Arbeitersiedlung.
In der Zeit des Nationalsozialismus stellten 1700 ausländische Kriegsgefangene und zivile Zwangsarbeiter unter unmenschlichen Bedingungen in Laucherthal Rüstungsgüter her. Hierfür wurde das Zivilarbeitslager 501 eingerichtet. Acht Männer, eine Frau und neun Kinder überlebten die Jahre von 1940 bis 1945 nicht.

### Einwohnerentwicklung

Einwohnerentwicklung der Gemeinde Sigmaringendorf 1871–2007

Seit der ersten belegten Volkszählung in Sigmaringendorf aus dem Jahre 1871, als 1507 Menschen hier lebten, hat sich die Einwohnerzahl des Dorfes mehr als verdoppelt. Gegenüber dem Jahre 1890, als nur noch 1032 Personen in Sigmaringendorf lebten, ist die Bevölkerungszahl heute 2007 mit 3761 fast vervierfacht.
Nachdem in den Jahren des Zweiten Weltkriegs insbesondere die männliche Bevölkerung einen deutlichen Rückgang erlebte, wuchs die Einwohnerzahl in den 1950er und 1960er Jahren sprunghaft an, von 2049 Einwohnern im Jahre 1946 auf über 3000 im Jahre 1961. Neben dem allgemeinen Aufschwung in der Zeit des Wirtschaftswunders trug hierzu auch der Zuzug von Gastarbeitern für das Hüttenwerk Laucherthal bei. Es handelte sich hierbei vor allem um Männer aus Italien, Griechenland und der Türkei. In der Volkszählung von 1961, die für Sigmaringendorf erstmals ausländische Einwohner getrennt ausweist, werden hier 142 Menschen (davon 120 Männer) nicht deutscher Staatsangehörigkeit aufgeführt, zehn Jahre später hatte sich diese Zahl auf 270 schon beinahe verdoppelt.
Die Einwohnerzahl von Sigmaringendorf wuchs nun bis ins Jahr 1997 (3747 Personen) kontinuierlich an und erreichte nach einem leichten Rückgang um die Jahrtausendwende 2004 den bisherigen Höchststand von 3794 Personen.

## Politik

### Gemeinderat
Der Gemeinderat von Sigmaringendorf umfasst 14 ehrenamtliche gewählte Mitglieder, deren Amtszeit fünf Jahre beträgt, sowie den Bürgermeister als ebenfalls stimmberechtigten Vorsitzenden. Das Verfahren der unechten Teilortswahl findet in Sigmaringendorf keine Anwendung. Bei der letzten Wahl 2024 traten zwei verschiedene Wählergruppen an: die Unabhängige Wählergemeinschaft konnte mit 59,1 Prozent der Stimmen acht Mandate erreichen, die Allgemeine und Freie Wählervereinigung mit 40,9 Prozent der Stimmen sechs Mandate. Fünf der gewählten Mitglieder sind Frauen (2019: keine). Die Wahlbeteiligung betrug 64,6 Prozent.

### Bürgermeister
Bürgermeister ist seit dem 3. Dezember 2024 Dominik Mattes (CDU). Er wurde am 20. Oktober 2024 mit 79 Prozent der Stimmen gewählt. Er folgte Philip Schwaiger (CDU) nach, der im Juli 2024 zum Bürgermeister von Mengen gewählt worden war.
| Bürgermeister       | Dienstzeit |
| ------------------- | ---------- |
| Stefan Gulde        | 1840–1845  |
| Mathias Gelle       | 1845–1849  |
| Ottmar Geschwender  | 1849–1852  |
| Joachim Siebenrock  | 1852–1863  |
| Michael Pröbstle    | 1864–1868  |
| Joachim Siebenrock  | 1868–1884  |
| Edmund Hotz         | 1884–1890  |
| Sebastian Bettinger | 1890–1901  |
| Gerold Speh         | 1901–1923  |
| August Stecher      | 1924–1945  |
| Wilhelm Siebenrock  | 1946–1953  |
| Alois Maucher       | 1953–1980  |
| Alois Henne         | 1980–2017  |
| Philip Schwaiger    | 2017–2024  |
| Dominik Mattes      | 2024–      |

Die Oberhäupter der Gemeinde Sigmaringendorf trugen davor, also bis zum Jahre 1840, die Amtsbezeichnung Schultheiß, ihnen waren nochmals ein bis zwei Bürgermeister unterstellt. Gerold Speh, der sein Amt 1901 antrat, war der erste pensionsberechtigte Bürgermeister in Sigmaringendorf.

### Wappen
| Wappen der Gemeinde Sigmaringendorf | Blasonierung: „In geteiltem Schild oben von Rot und Gold (Gelb) schräglinks geteilt, darunter ein goldener (gelber) Hammer und goldener (gelber) Schlägel schräg gekreuzt, darunter eine liegende rote Pflugschar (neuere Form), in der roten unteren 4 Schildhälfte ein stehender goldener (gelber) Hirsch.“ |
| Wappen der Gemeinde Sigmaringendorf | Wappenbegründung: Von 1727 bis 1948 sind Gemeindesiegel belegt, die das Bild der Kirchenpatrone Petrus und Paulus aufweisen. Das vom Innenministerium Württemberg-Hohenzollern am 28. Januar 1949 verliehene Wappen ist ganz in den Farben Gold und Rot der Grafschaft Sigmaringen gehalten, deren Wappenfigur überdies die untere Schildhälfte des Gemeindewappens ziert. In der oberen Schildhälfte bezieht sich das Hammer-und-Schlägel-Symbol auf das 1707 gegründete Hüttenwerk Laucherthal, während die Pflugschar auf die Landwirtschaft weist. |

### Gemeindepartnerschaft
Die Gemeinde Sigmaringendorf pflegt partnerschaftliche Beziehungen zu der Stadt Rafaela in Argentinien, die 1881 von dem in Sigmaringendorf geborenen Wilhelm Lehmann gegründet wurde. Beginn der partnerschaftlichen Beziehungen war Mitte der 1970er-Jahre, als Historiker aus Rafaela die Herkunft ihres Städtegründers suchten. Die Partnerschaft wurde in der Amtszeit von Bürgermeister Alois Maucher 1979 mit einem Empfang der ersten Gruppe aus Rafaela besiegelt. 1981 kam der damalige Oberbürgermeister Juan Carlo Borio mit Frau nach Sigmaringendorf zu Besuch und Bürgermeister Alois Henne reiste ebenfalls mit seiner Frau nach Rafaela. Zum 100-jährigen Jubiläum Rafaelas weilte dann eine große Delegation aus Sigmaringendorf in Rafaela bei den Feierlichkeiten. Der Text der Urkunde, mit der die Partnerschaft besiegelt wurde, lautet:

„Von dem Wunsche beseelt, die freundschaftlichen Bande zwischen der Stadt Rafaela und der Gemeinde Sigmaringendorf noch enger und herzlicher zu gestalten, in der Hoffnung, die Verdienste des Gründers der Stadt Rafaela, Herrn Wilhelm Lehmann, gebührend zu würdigen, und in der Erwartung, unseren Teil zur Völkerverständigung beizutragen, übernimmt die Gemeinde Sigmaringendorf die Patenschaft für die Stadt Rafaela“

Die Urkunde wurde vom damaligen Bürgermeister Alois Maucher am 28. Mai 1979 unterzeichnet. Pate standen dabei der Gouverneur von Santa Fé und ein Vertreter der Deutschen Botschaft aus Buenos Aires.
Die Gemeinde Sigmaringendorf gab Lehmann zu Ehren dem Platz beim Rathaus seinen Namen.

## Kultur und Sehenswürdigkeiten
Sigmaringendorf ist Teil der Tourismusregion „Oberschwäbische Donau“.

### Theater

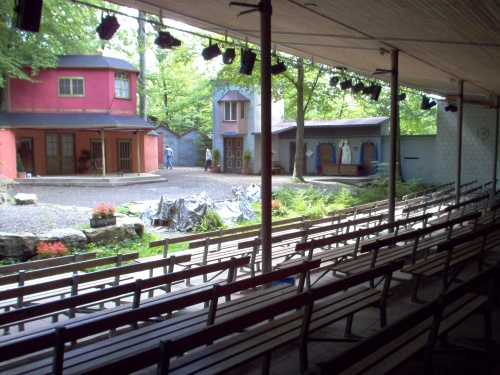
Die Waldbühne im Spieljahr 2006

Am Ortsende in Richtung Rulfingen liegt die Freilichtbühne Naturtheater Waldbühne Sigmaringendorf – eine idyllisch im Wald gelegene Naturbühne. Mit gut 10.000 Besuchern jährlich ist diese die touristische Hauptattraktion der Gemeinde. Jährlich werden zwei verschiedene Stücke (Kindergruppe, Erwachsenengruppe) von ehrenamtlichen Laienschauspielern aufgeführt.

### Museum
Im Ortsteil Laucherthal wurde im September 2009 auf dem Gelände des Fürstlich Hohenzollerischen Hüttenwerkes im denkmalgeschützten Hochofengebäude ein Bergbaumuseum eröffnet.

### Musik
Im Hüttenwerk im Ortsteil Laucherthal gibt es noch eine von wenigen verbliebenen Werks- oder Hüttenkapellen, die Hüttenkapelle Laucherthal. Es handelt sich dabei um ein knapp 30-köpfiges Blasorchester, das in Bergmannsuniform auftritt. Der Musikverein Sigmaringendorf wurde 1872 gegründet, geht aber nach der Chronik der Gemeinde auf das Jahr 1808 zurück, das Musizieren im Ensemble hat demnach in Sigmaringendorf eine mindestens 200-jährige Geschichte. Nach vielen Jahren der Rivalität zwischen beiden Kapellen konzertierten diese 1990 erstmals gemeinsam. Daneben gibt es in Sigmaringendorf noch einen Männergesangverein, einen Fanfarenzug, einen Kirchenchor und kleinere musikalische Ensembles. In der Zeit zwischen den Weltkriegen bestand hier ein in der Region bekanntes Laienstreichorchester.

### Kirchen

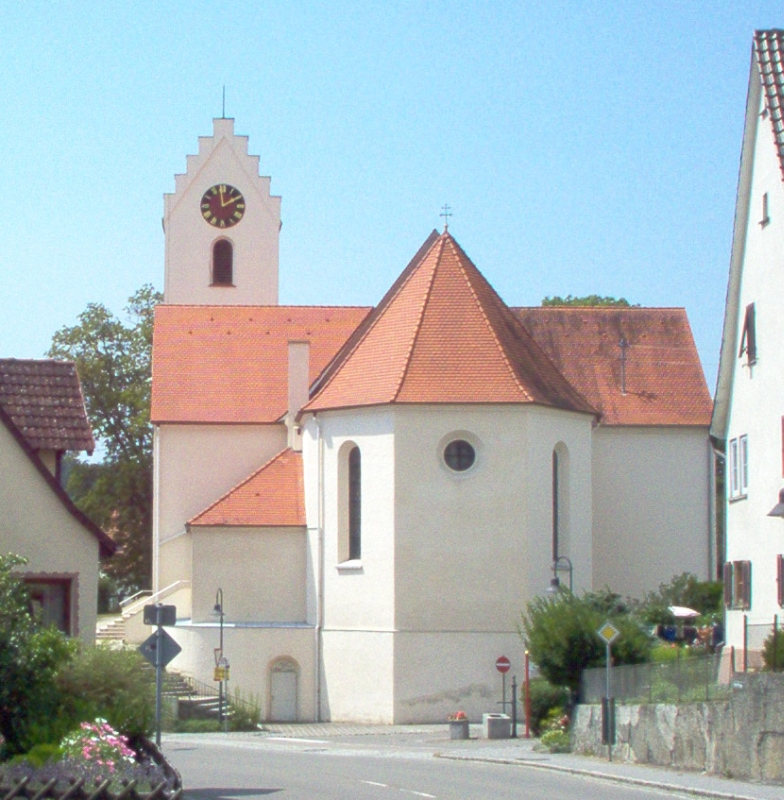
Pfarrkirche St. Peter und Paul Sigmaringendorf

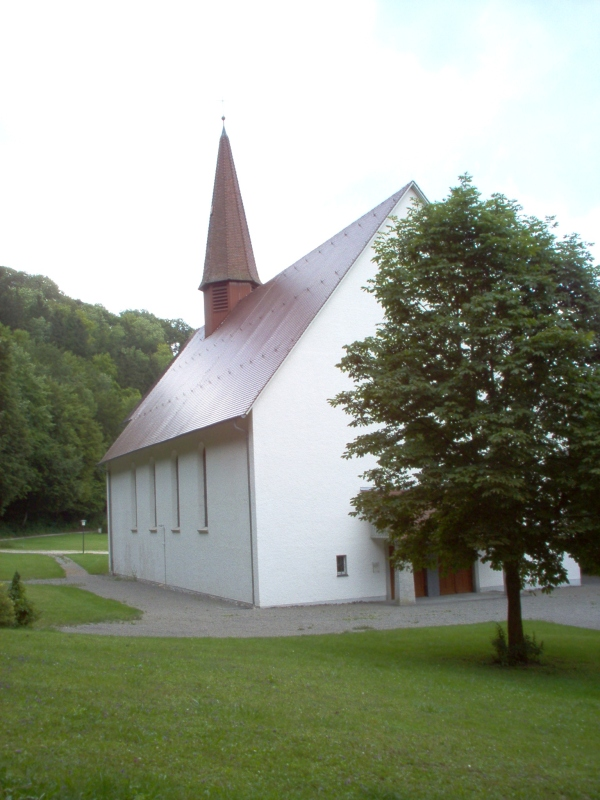
Pfarrkirche St. Meinrad Laucherthal

Die Pfarrkirche in Sigmaringendorf (aus dem Jahre 1317) ist St. Peter und Paul geweiht. Der Turm ist gotisch, das Schiff aus dem Jahr 1611. Ihre heutige Form hat die Kirche seit 1852. Sie ist ausgestattet mit einer Stuckdecke, einem Rokokogemälde von Andreas Meinrad von Ow, sowie einem gotischen Vesperbild. Im Ortsteil Laucherthal steht die Kirche des Heiligen St. Meinrad (erbaut 1958). Außerdem existiert noch eine kleine Kapelle, die sogenannte Bruckkapelle nahe dem Friedhof. Eine weitere kleine Kapelle, die Bohlkapelle musste 1962 dem Ausbau der B32 weichen und wurde abgerissen. Die Gemeinde Sigmaringendorf ist vorwiegend katholisch geprägt, den Katholiken stehen neben den beiden genannten Kirchengebäuden auch noch Gruppenräume im Pfarrhaus, sowie das katholische Gemeindehaus zur Verfügung. Die Pfarrgemeinden gehören zum Dekanat Sigmaringen-Meßkirch im Erzbistum Freiburg. Die evangelischen Christen feiern ihre Gottesdienste in der Bruckkapelle oder in den Kirchen im benachbarten Sigmaringen. Am Hüttenberg befindet sich ein Gebäude der Neuapostolischen Kirche.

### Gebäude

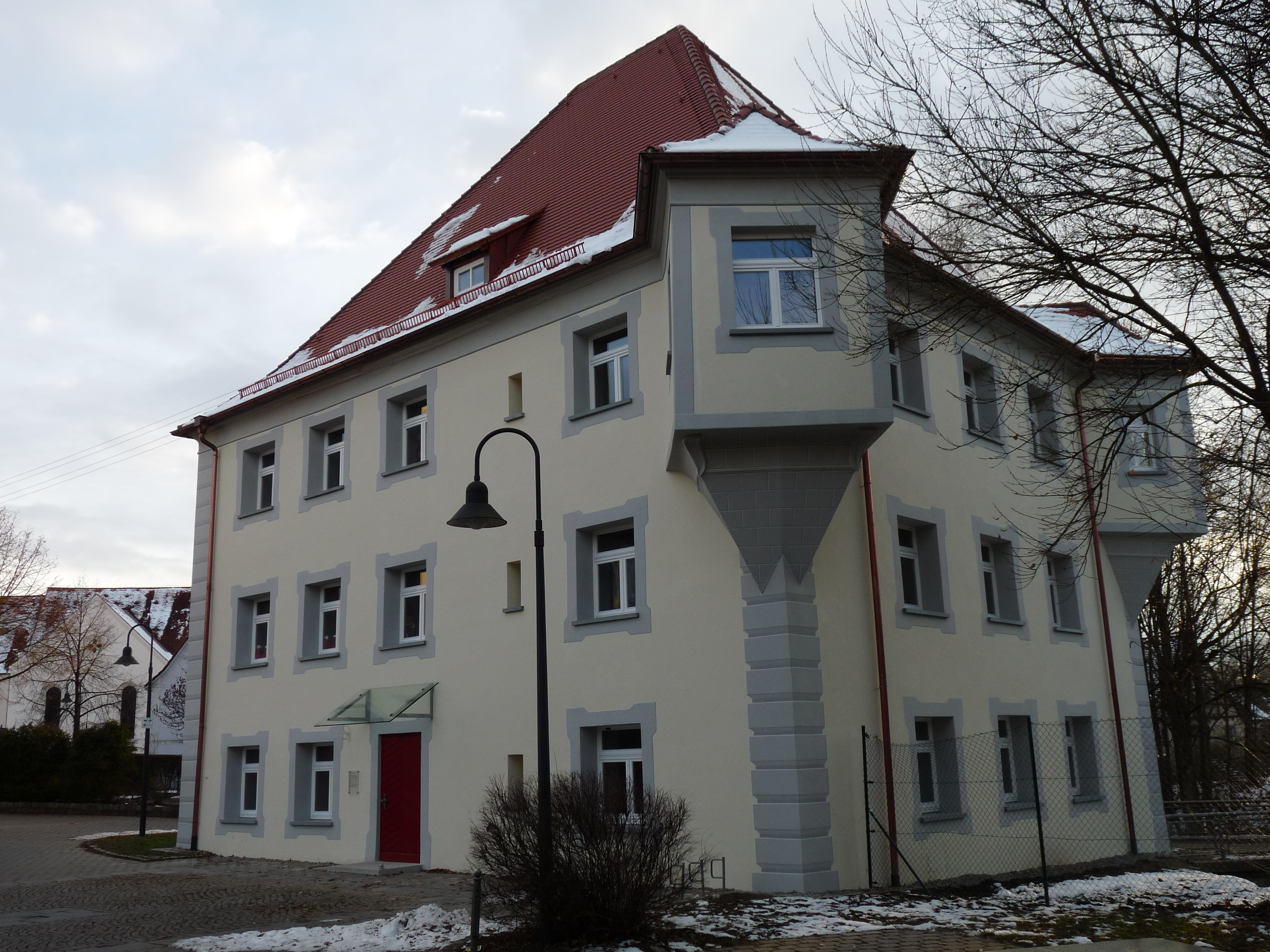
Das Schlössle Ratzenhofen nach der Renovierung 2008

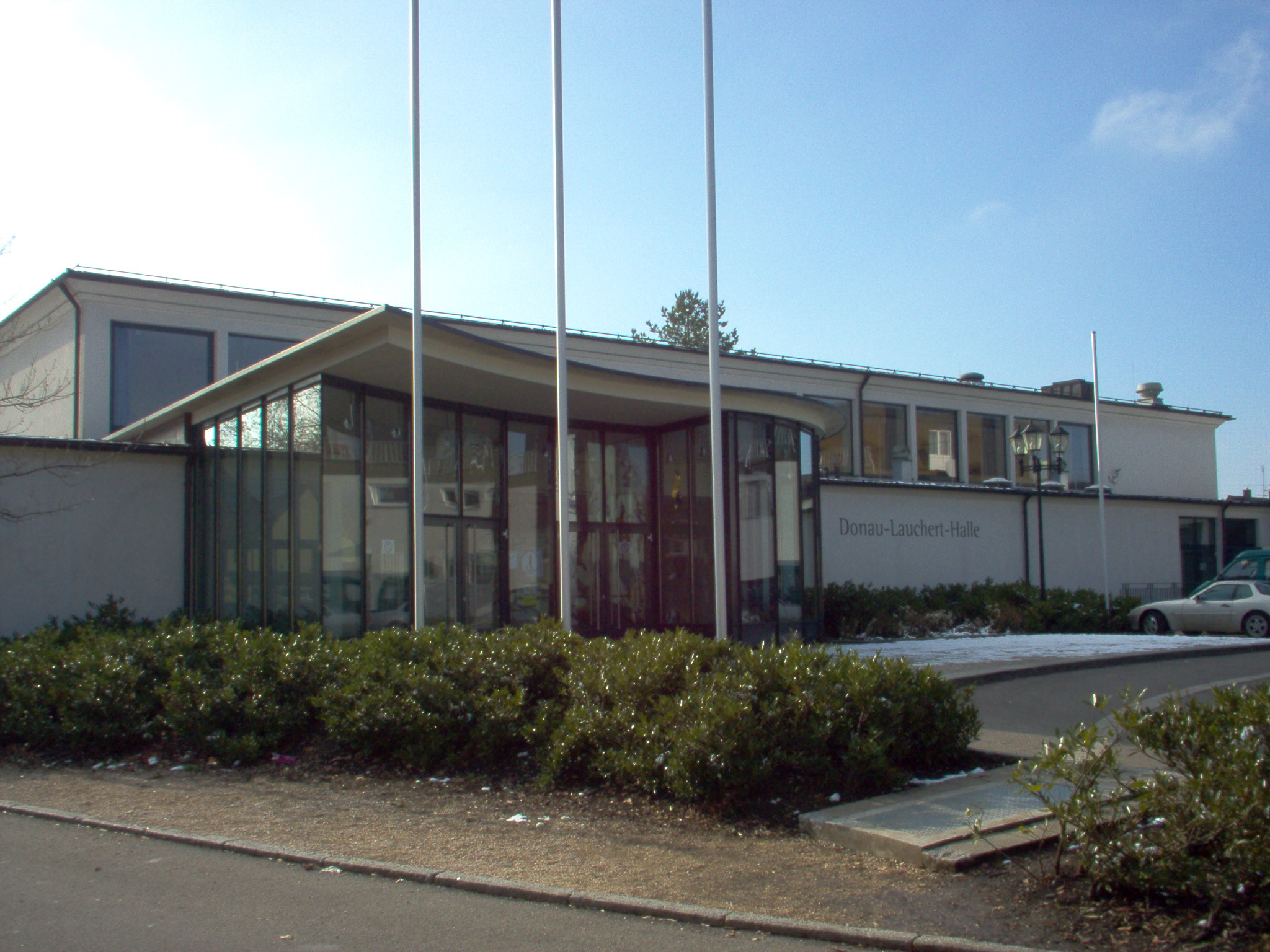
Die Donau-Lauchert-Halle

Im Ortsteil Laucherthal wurden 1866 die Überreste eines römischen Gutshofes gefunden (siehe: Villa Rustica (Laucherthal)).
An der Eisenbahnbrücke über die Lauchert steht das Schlösschen Ratzenhofen, oft das Schlössle genannt. Das Bauwerk wurde 1542 erstmals erwähnt, dürfte aber deutlich älter sein. Im 20. Jahrhundert wurde es einige Zeit lang als Teil der Sigmaringendorfer Schule genutzt, heute steht es hauptsächlich den örtlichen Vereinen für ihre Zwecke zur Verfügung.
Das Rathaus der Gemeinde am Wilhelm-Lehmann-Platz (benannt nach dem hier geborenen Gründer der argentinischen Stadt Rafaela) wurde zwischen 1884 und 1890 erbaut. Zu diesem Zweck wurde damals die vorhandene „Schöb’sche Schmiede“ gekauft und der Flusslauf der Lauchert verlegt. 2007 erhielt es einen Anbau. Dem Rathaus gegenüber auf der anderen Seite der Lauchert steht das Feuerwehrhaus, in dessen großem Saal im Obergeschoss viele Gemeindeveranstaltungen, auch öffentliche Sitzungen des Gemeinderats, sowie Feiern von Vereinen stattfinden. Das Gebäude wurde von 1978 bis 1979 anstelle der ehemaligen Zehntscheuer erbaut.
Der Donau-Lauchert-Brunnen auf dem Platz symbolisiert den Zusammenfluss der beiden Flüsse in Sigmaringendorf.
In der Ortsmitte befindet sich das gemeindeeigene Hotel und Gasthaus Hirsch mit der angeschlossenen Festhalle, die 1962 eröffnet und von 1998 bis 1999 umgebaut, renoviert und schließlich in Donau-Lauchert-Halle umbenannt wurde.

### Naturdenkmäler
Das Ortsbild wird geprägt durch die 16 Meter hohe Dorflinde, gegenüber dem Rathaus.

### Sport

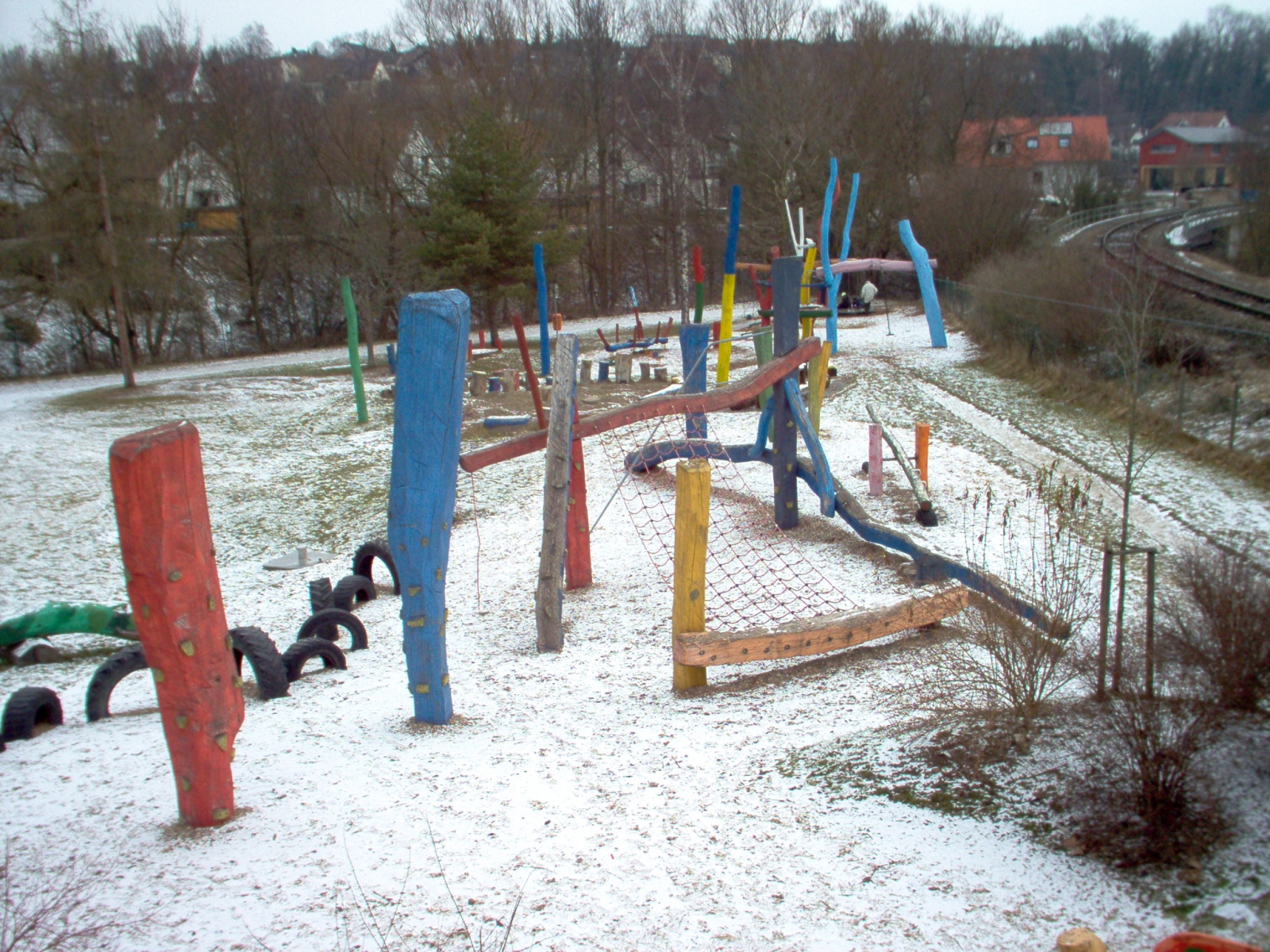
Abenteuerspielplatz Sigmaringendorf

Überregionale Bekanntheit erlangte die Gruppe TGW (Turnen – Gymnastik – Wettkampf) des TSV Sigmaringendorf als mehrfacher württembergischer Meister und Drittplatzierter bei den deutschen Meisterschaften. Die Gruppe war außerdem einer der deutschen Vertreter bei den Weltgymnaestraden in Lissabon 2003 und Dornbirn 2007. Der 1908 gegründete TSV Sigmaringendorf ist mit 1300 Mitgliedern (verteilt auf die Abteilungen Turnen, Fußball, Leichtathletik und Ski) der größte Verein des Ortes und in Relation zur Einwohnerzahl auch einer der mitgliederstärksten Sportvereine Baden-Württembergs.
Seit dem 30. September 2010 existiert in Sigmaringendorf ein neuer Sportverein, der „SportClub Sigmaringendorf/Laucherthal e. V.“ Der Verein konnte nach sechs Monaten bereits über 300 Mitglieder aufweisen.
Im Jahr 2001 entstand im Schlossgarten hinter den Schulgebäuden im Rahmen der Aktion 72 Stunden ohne Kompromiss durch Jugendliche der KJG Sigmaringendorf ein großer Abenteuerspielplatz, der bis heute von den Jugendlichen und der Gemeinde gepflegt wird und ein häufiges Ausflugsziel für Kindergruppen und Schulklassen der näheren Umgebung darstellt.

### Regelmäßige Veranstaltungen

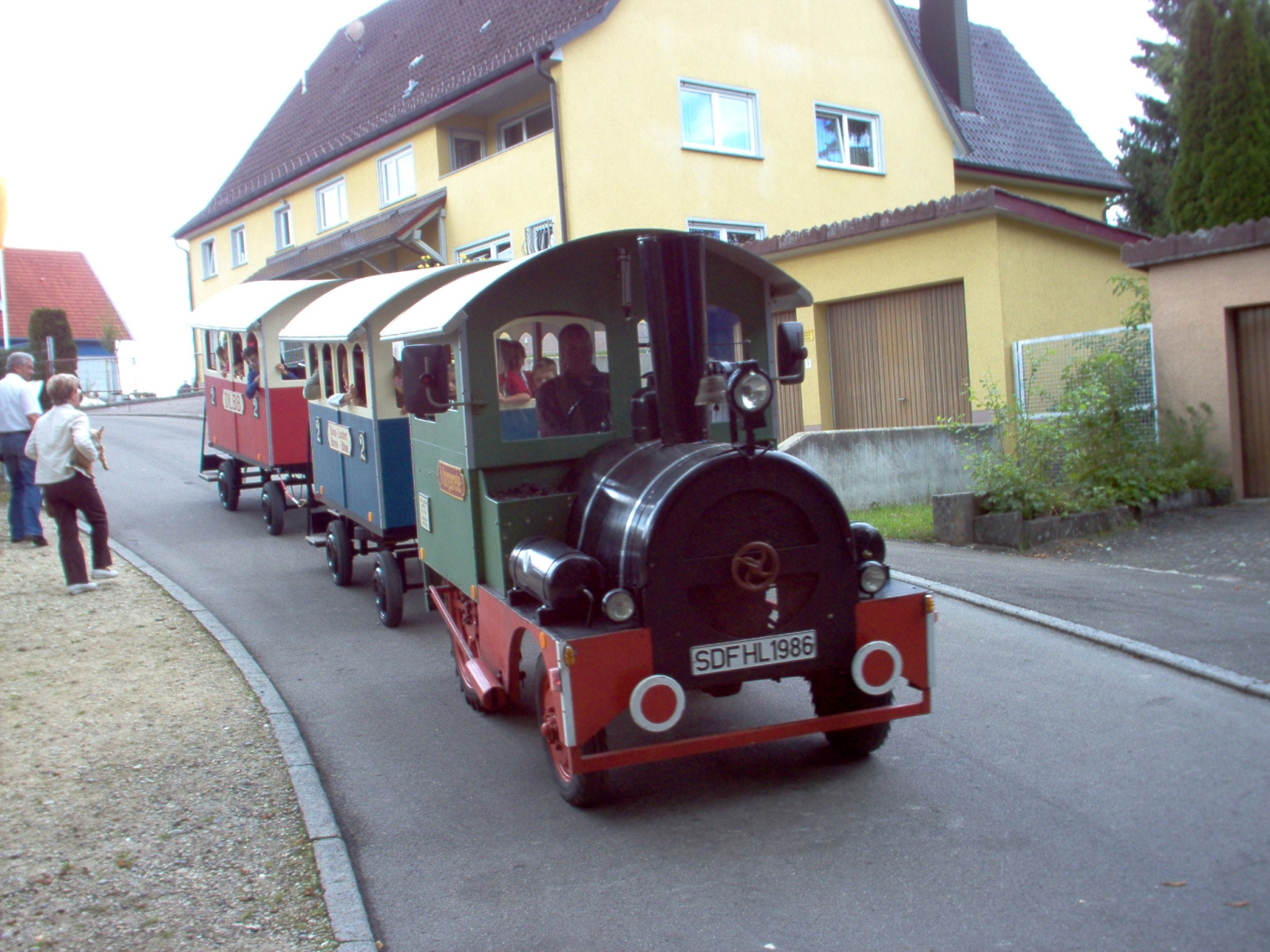
Sigmaringendorfer Wahrzeichen: Das Donau-Lauchert-Bimmelbähnle auf dem Straßenfest 2007

Seit 1979 findet in Sigmaringendorf an jedem zweiten Septemberwochenende ein großes Straßenfest statt. Erwähnenswert ist diese Veranstaltung vor allem deswegen, weil nahezu alle Vereine der Gemeinde teilnehmen, dabei aber den allergrößten Teil des Erlöses für einen dem Gemeinwohl dienenden Zweck zur Verfügung stellen. Das heißt, die Vereinsvorstände entscheiden Jahr für Jahr, wem der Erlös zugutekommen soll (so wurden bereits Vereinsheime gebaut, Uniformen angeschafft und vieles mehr). Bekannt ist das Sigmaringendorfer Straßenfest über die Grenzen der Gemeinde auch durch das Donau-Lauchert-Bimmelbähnle, einem kleinen Festbähnle für Kinder, das von einem zur Lokomotive umgebauten Traktor gezogen wird. Das allererste Straßenfest 1979 fand auf Initiative des Turn- und Sportvereins statt, der damit die Erweiterung der örtlichen Turnhalle finanziell voranbringen wollte und brachte.
Seit 1980 findet am zweiten Wochenende im Oktober in der Donau-Lauchert-Halle ein früher zwei-, heute meist nur noch eintägiges Weinfest, ausgerichtet vom Musikverein der Gemeinde statt. Bereits in den 1950er Jahren wurde ein jährlicher Seniorennachmittag eingerichtet, anlässlich dessen die örtlichen kulturtreibenden Vereine und Kirchen Ende November eine unterhaltsame Adventsfeier für die Alten in Sigmaringendorf und Laucherthal abhalten. Am Morgen des 1. Mai weckt eine Instrumentalgruppe die Einwohner der Gemeinde ab sechs Uhr morgens beim sogenannten 'Tagwacht'-Spielen von verschiedenen erhöhten Plätzen rund um den Ort.
Wie in vielen anderen Gemeinden der Region wird auch in Sigmaringendorf am Funkensonntag, dem Sonntag nach Aschermittwoch, ein Funkenfeuer abgebrannt. Seit den 1990er Jahren geschieht dies unter der Regie der Jugendfeuerwehr auf dem Stauden, einem Hügel im Osten der Gemeinde.

### Kino
Das 1956 eröffnete „Bambi-Lichtspielhaus“ in der Laucherthaler Straße wurde 1964 wegen mangelnder Rentabilität wieder geschlossen. In den 1990er Jahren wurde die Waldbühne vereinzelt als Open-Air-Kino genutzt.

### Brauchtum

#### Fasnacht
Die Fasnacht spielt eine große Rolle im Gemeindeleben, es gibt mehrere Vereinigungen, die sich der närrischen Brauchtumspflege verschrieben haben. Bekannt sind dabei vor allem das Strohmanntreiben, bei dem seit überlieferten 500 Jahren ein in Stroh gehüllter Dorfbewohner symbolisch aus dem Dorf getrieben wird und das Dorfer Fasnachtslied (Dorfer Lied), das 1958 von Hans Bumüller gedichtet wurde:

„Ja, so isch bei uns im Dorf, im Dorf, im Dorf, ja so isch bei uns im Dorf, in Semmerengadorf. Im Dorf, wo meine Wiege stand, am Donau und am Lauchertstrand, wo’s schöne Leit geit, Weib und Ma’, wo oiner au der ander ma’.“

Die Fasnachtszunft im Ortsteil Laucherthal wird auch (nach der den Ortsteil begründenden Eisenschmelze) 'Schmelze' genannt, was im Narrenruf „Schmelze – Narro“ und im ebenfalls von Bumüller getexteten Laucherthaler Fasnetslied „Schmelze, Schmelze, oh du alte Schmelze“ zum Ausdruck kommt.
Eröffnet wird die Sigmaringendorfer Fasnacht traditionell bereits eine Woche vor dem Fasnachtssonntag mit dem „Gänsemarsch“, bei dem Ledige Burschen (LGS = Ledigen Gesellen Sigmaringendorf) des Ortes mit musikalischer Begleitung unter einem jährlich wechselnden Motto durch den Ort ziehen. Am Schmotziga findet die Schülerbefreiung, das Narrenbaumsetzen und das Strohmanntreiben statt, die Narren übernehmen symbolisch den Schlüssel zum Rathaus. Am Fasnachtssamstag veranstaltet die Ledigengesellschaft den Bürgerball in der Festhalle.
Am Fasnachtssonntag findet in Sigmaringendorf der traditionelle Kinderball statt, bei welchem jedes Jahr ein unterhaltsames Programm gefüllt mit Musikstücken, Tanzvorführungen, Spielen und sonstigen Auftritten für Kinder läuft. Am Dienstag darauf findet in Sigmaringendorf das traditionelle Bräuteln statt, bei dem Neubürger, frisch Verheiratete und Jubilare auf Stangen durch den Ort getragen werden begleitet von Fasnachtsgesellschaft und Musikkapelle. Dieser Brauch hat in Sigmaringendorf eine über dreihundertjährige Tradition, geht er doch wohl auf die Zeit nach dem Dreißigjährigen Krieg zurück.

#### Eierlesen
Am Ostermontag findet in Sigmaringendorf das traditionelle Eierlesen statt: Jugendliche des Neuntklassjahrgangs aus der Gemeinde treten dabei in einem Wettlauf gegeneinander an: Ein Läufer rennt auf einem festgelegten Kurs von Sigmaringendorf in die Nachbarstadt Scheer und wieder zurück, während ein zweiter nach einer bestimmten Regel 100 rohe Eier auf dem Sportplatz einsammeln und möglichst unbeschadet in einen Fangkorb werfen muss. Am Abend des Ostermontags findet zur Feier ein Fest im Partyraum des Hirsches statt.

#### Sonstige
Am Silvesternachmittag findet das sogenannte „Paschen“ statt, ein Würfelspiel, bei dem eine Gruppe von Spielern um einen Weißbrotring würfelt, den der Sieger bekommt.

## Wirtschaft und Infrastruktur

### Verkehr

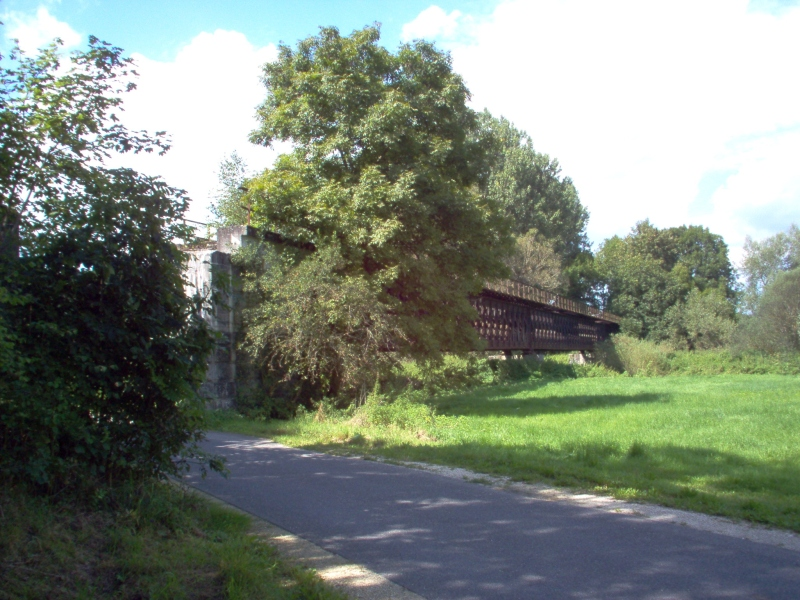
Eisenbahnbrücke der Strecke Krauchenwies–Sigmaringen

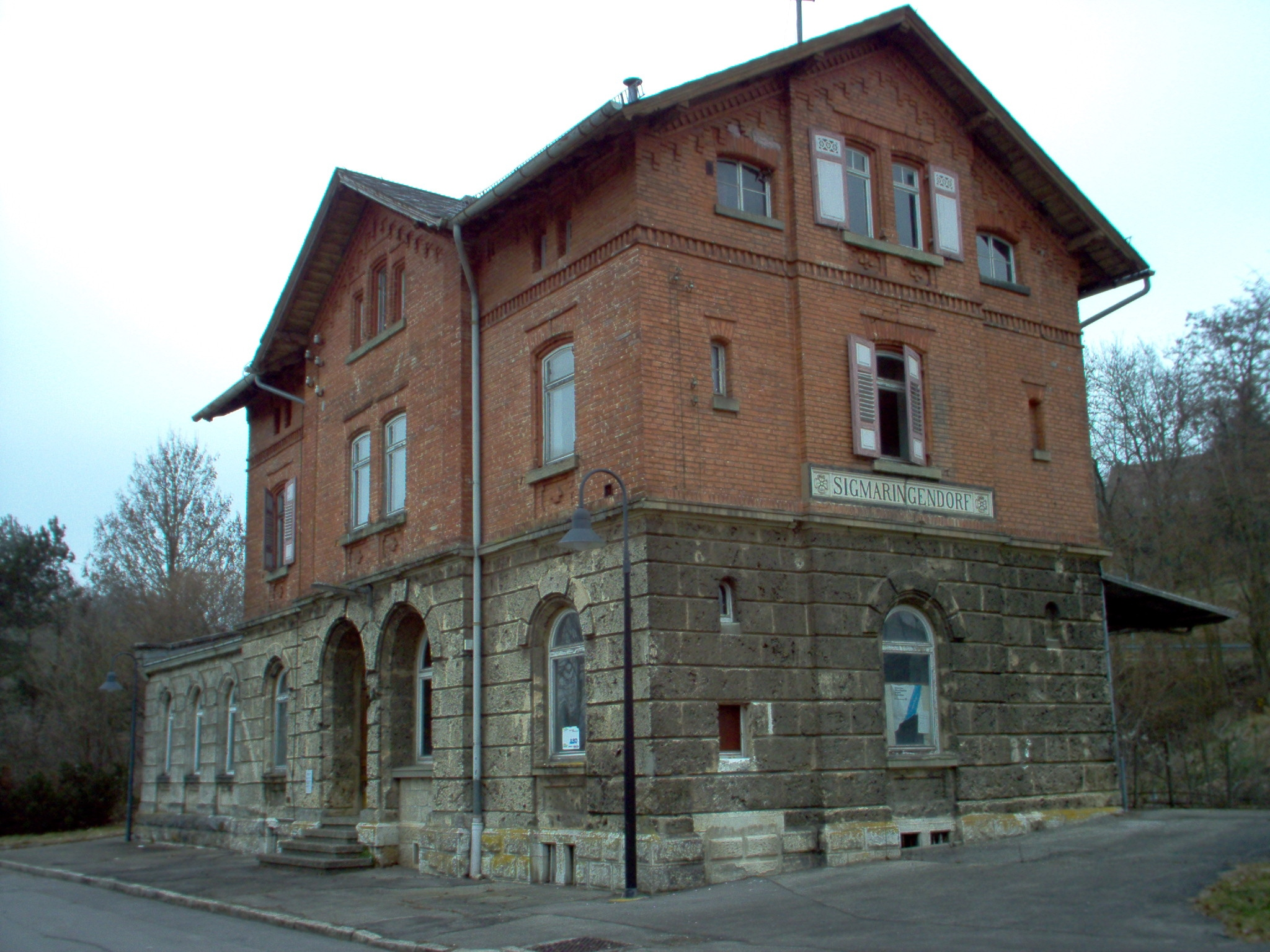
Früherer Sigmaringendorfer Bahnhof

#### ÖPNV
Der Öffentliche Nahverkehr wird durch den Verkehrsverbund Neckar-Alb-Donau (NALDO) gewährleistet. Die Gemeinde befindet sich in der Wabe 441.

#### Eisenbahn
Der Haltepunkt Sigmaringendorf (ehemals Bahnhof) liegt an der 1873 eröffneten Bahnstrecke Ulm–Sigmaringen. Der Haltepunkt wird von Zügen der Regionalbahn-Linie RB 53 (Albstadt-Ebingen–)Sigmaringen–Aulendorf–Kißlegg sowie der Regional-Express-Linie RE 55 Ulm–Donaueschingen(–Villingen) bedient. Beide Linien verkehren im Zweistundentakt. Dieses Angebot wird durch ein Zugpaar der Linie RE 6a Aulendorf–Tübingen ergänzt. In Sigmaringendorf zweigt zudem die nur im Güterverkehr bediente Bahnstrecke Sigmaringendorf–Hanfertal von der Bahnstrecke Ulm–Sigmaringen ab. Bis zu ihrem Abbau 1972 verlief auch die Bahnstrecke Krauchenwies–Sigmaringen auf dem Gebiet der Gemeinde.

#### Straßen
Der Ort liegt an der Bundesstraße 32 und an der Landesstraße 455.

#### Radverkehr
Über Alltagsradrouten aus dem Radnetz Baden-Württemberg ist Sigmaringendorf mit Sigmaringen und in der anderen Richtung über Scheer mit Mengen verbunden. Der Abschnitt nach Scheer verläuft allerdings nur über einen Waldweg.
Durch Sigmaringendorf verläuft der Donauradweg. Er führt von Donaueschingen über Passau, Wien und Budapest bis zur Mündung in das Schwarze Meer. Er wird zwischen Tuttlingen und Passau auch als EuroVelo-Route EV6 und als D-Route 6 geführt.
Außerdem führt der Hohenzollern-Radweg durch die Gemeinde. Er verläuft vom Bodensee über die hohenzollerischen Städte Sigmaringen und Hechingen und über Rottenburg am Neckar und Esslingen nach Weinstadt im Rems-Murr-Kreis. Dabei verläuft er von Sigmaringen nach Sigmaringendorf und weiter in etwa entlang der Lauchert über den Ortsteil Laucherthal und die Gemeinde Bingen in den Sigmaringer Ortsteil Jungnau.

### Ansässige Unternehmen
Im Industrie- und Dienstleistungsbereich bietet Sigmaringendorf rund 1.600 Arbeitsplätze. Hauptsächlich sind hier Betriebe in Metallveredlung, Präzisionsdrahtweberei, Umformtechnik für Metalle, Formenbau und Kunststoffteile angesiedelt. Fürst Meinrad II. gründete in Laucherthal 1708 eine Eisenschmelze. Daraus entwickelte sich die heutige Zollern GmbH & Co. KG mit weltweit 3.000 Mitarbeitern. Sie ist das älteste Unternehmen am Ort. Des Weiteren existieren mehrere mittelständische Unternehmen, diese sind unter anderem die Holzhauer GmbH & Co. KG, Chrom Schaal und die Spörl Drahtweberei, deren Produkte, insbesondere Luftfilter an den US-amerikanischen Raumfahrtmissionen Apollo 11 und Apollo 16 beteiligt waren.

### Bildung

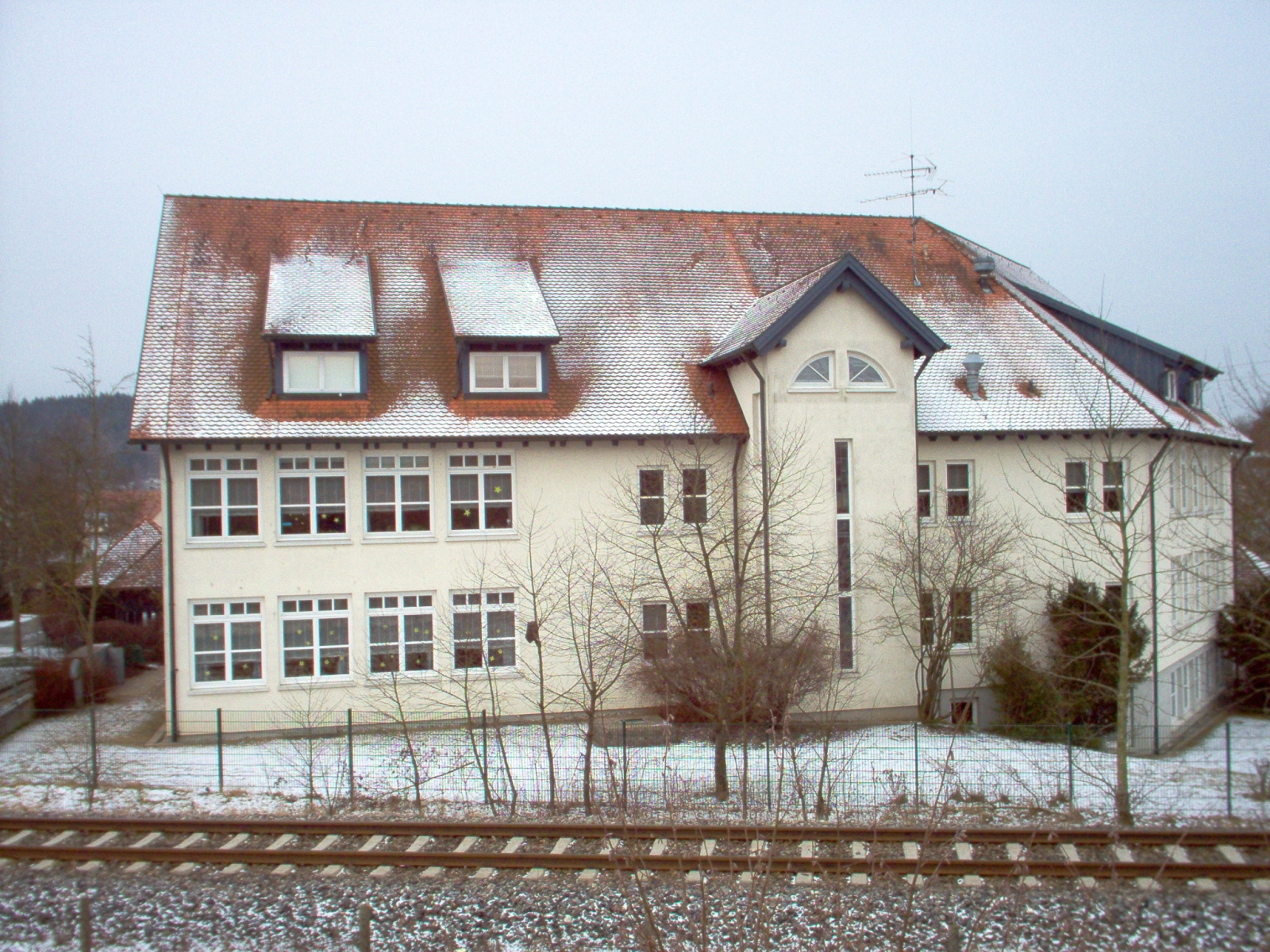
Hauptgebäude der Grund- und ehemaligen Hauptschule Sigmaringendorf

In Sigmaringendorf existiert eine Grundschule. Bis zum Ende des Schuljahres 2007/2008 unterhielt die Gemeinde eine Grund- und Hauptschule, die auch von den Schülern der Nachbargemeinde Bingen besucht wurde. Wegen rückläufiger Schülerzahlen wurde der Hauptschulbetrieb jedoch 2008 eingestellt, die Jugendlichen der Gemeinde müssen seither für alle weiterführenden Schulen nach Sigmaringen ausweichen. Der Schulbetrieb verteilte sich vor der Schließung der Hauptschule auf vier Schulgebäude: Eines war die Grundschule im Ortsteil Laucherthal, drei Gebäude stehen im Zentrum von Sigmaringendorf. Eines dieser drei ist das historische Schlösschen Ratzenhofen, in der Gemeinde auch „das Schlössle“ genannt. Der Betrieb der Grundschule in Laucherthal wurde im Zuge der Schließung der Hauptschule ebenfalls eingestellt, sodass jetzt alle Grundschüler in Sigmaringendorf zur Schule gehen. Auch das „Schlössle“ wird seither nicht mehr für schulische Zwecke genutzt.
In beiden Ortsteilen besteht jeweils ein Kindergarten. Nach der Einrichtung von Krippenplätzen für Kleinkinder tragen beide seit 2008 die Bezeichnung „Kinderhaus“. Ab 2009 stehen 160 Plätze, davon 28 für Kleinkinder zur Verfügung.
Des Weiteren gibt es ein kommunales Bildungshaus.

### Nahwärmeverbund
Auf Beschlüsse des Sigmaringendorfer Gemeinderats in den Jahren 2008 und 2009 wurde ab 2009 in Sigmaringendorf ein Nahwärmeverbund errichtet, der es mit der Inbetriebnahme 2010 ermöglicht, neun kommunale und drei kirchliche Gebäude aus einer gemeinsamen Holzpelletheizanlage zu beheizen. Der Nahwärmeverbund entstand als Eigenbetrieb der Gemeinde, die etwa 75 % der erzeugten Wärme nutzt. Im Verhältnis von 75 zu 25 wurden dementsprechend auch die Kosten zwischen politischer und kirchlicher Gemeinde aufgeteilt.
Das Erzbischöfliche Ordinariat Freiburg, dem die Kirchengemeinde St. Peter und Paul Sigmaringendorf angehört, sprach von einer „modellhaften Form der Zusammenarbeit zur gemeinsamen Energieversorgung“. Die Gemeinde erhofft sich durch die neue Heizanlage jährliche Brennstoffkosteneinsparungen von 40.000 Euro, sowie eine Reduktion der CO2-Emissionen um 200 Tonnen jährlich.
Neben den Schul- und Schulsportgebäuden werden auch die Festhalle, das Feuerwehrhaus, das Kinderhaus und das Hotel Hirsch, sowie die Pfarrkirche, das Pfarr- und das Gemeindehaus der katholischen Pfarrgemeinde dem Nahwärmeverbund angehören.

## Persönlichkeiten

### Ehrenbürger
- Friedrich Wilhelm von Hohenzollern (1924–2010), Industrieller
- Karl Dehner (1862–1914), Heimatforscher und Chronist der Gemeinde

### Söhne und Töchter der Gemeinde
- Alfred Burger (1930–2019), Komponist und Musikverleger
- Peter Haber (* 1967), Leichtathlet (Behindertensport), Weltmeister 1994, Paralympicsgewinner 1992.
- Wilhelm Lehmann (1840–1886), Gründer der Stadt Rafaela in Argentinien

### Weitere Persönlichkeiten
- Karl Nägele (1880–1949), Bildhauer und Bildschnitzer, betrieb von 1908 bis zu seinem Tode ein Atelier in Sigmaringendorf
- Anton Hiller (1893–1985), Bildhauer, verbrachte seine Kindheit in Sigmaringendorf
- Dieter Vogellehner (1937–2002), Botaniker, wuchs in Sigmaringendorf auf
- Dirk Gaerte (* 1947), Politiker, lebt in Sigmaringendorf
- Konstantin Tsakalidis (* 1966), Tänzer und Choreograf, wuchs in Sigmaringendorf auf
- Matthias Henne (* 1982), Oberbürgermeister der Stadt Bad Waldsee, wuchs in Sigmaringendorf auf
- Sylvia Reiser, international agierende Künstlerin mit goldenen skurrilen Skulpturen als Markenzeichen